# جنبيات المياسم
جنبيات المياسم (الاسم العلمي: Pleurostigmophora) هي صنف من الحيوانات تتبع طائفة شفويات الأرجل شعبة مفصليات الأرجل.

## رتب
- حريشيات الشكل